# Indomerus noxius
Indomerus noxius är en insektsart som beskrevs av Vitaly Michailovitsh Dirsh 1951. Indomerus noxius ingår i släktet Indomerus och familjen gräshoppor. Inga underarter finns listade i Catalogue of Life.